# Roter Esel
Der Rote Esel ist ein ehemaliges Schul- und Verwaltungsgebäude in der bergischen Großstadt Solingen. Der 1876 errichtete Bau war von 1984 bis 2011 in die Solinger Denkmalliste eingetragen. Das bereits mehrfach zum Abriss vorgesehene Gebäude beherbergt heute die Rettungsdienstschule der Stadt Solingen.

## Lage und Beschreibung
Der Rote Esel befindet sich im Solinger Stadtteil Wald an der Friedrich-Ebert-Straße 35/37, die als Hauptstraße durch den Walder Stadtkern führt. Östlich befindet sich das Areal des ehemaligen Bahnhofs Solingen-Wald, im Süden liegt die Feuer- und Rettungswache III der Feuerwehr Solingen.
Bei dem Gebäude des Roten Esels handelt es sich um einen zweigeschossigen, traufenständigen, unverputzten Ziegelbau mit verwinkeltem Grundriss und Satteldächern. Die elfachsige Straßenfassade wird durch einen zentralen, dreiachsigen Giebelrisaliten betont. Das Dachgeschoss ist als Hausmeisterwohnung ausgebaut.

## Namensherkunft
Der Name Roter Esel soll nicht von dem Gebäude selbst stammen, sondern von einem benachbarten Gebäude übernommen worden sein. Dieses verfügte aber ebenfalls über eine rote Ziegelfassade. Gebäude mit Backsteinfassaden waren in dem von Fachwerk- und Schieferhäusern geprägten Stadtbild des Bergischen Landes im 19. Jahrhundert so ungewöhnlich, dass die Bevölkerung diesen oft eigene Namen gab.

## Geschichte

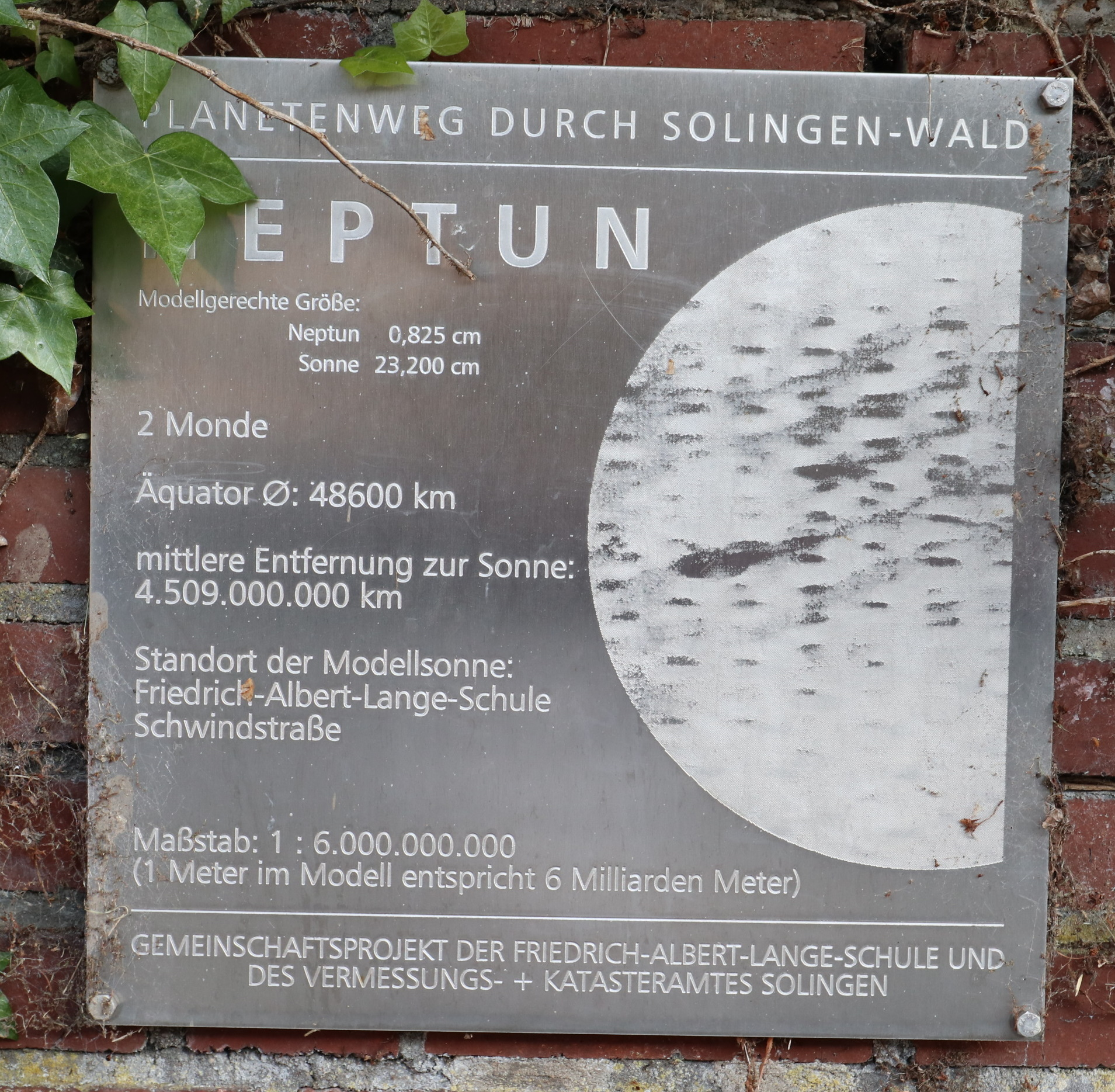
Platte Neptun des Planetenwegs Solingen-Wald am Roten Esel (2023)

Der Rote Esel wurde von der Stadt Wald als Volksschulgebäude 1876 an der damaligen Gräfrather Straße erbaut, die zu dieser Zeit noch weitgehend unbebaut war. Die Baukosten beliefen sich auf etwa 54.000 Mark. Mit der Bauausführung war das Unternehmen Heinrich Müller aus Ohligs beauftragt. Am 5. Januar 1877 wurde das Gebäude als Simultanschule Wald II eröffnet. Aufgrund wachsender Schülerzahlen wurde das Gebäude in den 1880er Jahren durch zwei Flügel nach hinten erweitert. Nach Aufhebung der Simultanschule wurde im Roter Esel 1886 eine evangelische und eine katholische Volksschule eingerichtet, wobei die katholische Schule bereits 1892 wieder auszog. Nach dem Ende des Ersten Weltkriegs wurde das Schulgebäude 1918 kurzzeitig als Kaserne für schottische Soldaten genutzt. Im Mai 1921 besetzten französische Truppen das Gebäude. In den 1920er Jahren wurde der Schulbetrieb wieder aufgenommen und das Gebäude durch einen weiteren Anbau erweitert.
Bei dem Luftangriff auf Elberfeld am 25./26. Juni 1943 trafen mehrere Bomben auch das Schulgelände des Roten Esels. Durch ein schnelles Eingreifen konnte aber ein Brand verhindert werden. Die Luftangriffe auf Solingen überstand das Gebäude ohne große Beschädigungen. Der Schulbetrieb der evangelischen Volksschule wurde nach Kriegsende wiederaufgenommen. Eine 1953 eingerichtete neue Realschule, die spätere Albert-Schweitzer-Schule, nahm ihren Betrieb im Roten Esel auf. Im November 1954 zog die Schule dann in einen Neubau am Weyer um. Auch das zum Schuljahr 1970/1971 gegründete Gymnasium Vogelsang nahm seinen Betrieb vor dem Bau des Schulzentrums Vogelsang ab dem Schuljahr 1972/1973 im Roten Esel auf. Da die Räumlichkeiten nicht ausreichten, wurden zu dieser Zeit auch Pavillons auf dem Schulhof errichtet. Im Jahre 1979 konnte der Umzug in das fertiggestellte Schulzentrum Vogelsang erfolgen. Nach 1980 wurde das ehemalige Schulgebäude als Verwaltungsgebäude für Beschäftigte des Bauamts der Stadt Solingen genutzt.
Der in den 2000er Jahren angelegte Planetenweg Solingen-Wald erhielt auch eine Station am Roten Esel, nämlich die Platte des Planeten Neptun. Diese ist an der Umfassungsmauer des Gebäudes angebracht.
Nach dem Bau des neuen Rathauses in Solingen-Mitte 2008 zogen die letzten im Roten Esel verbliebenen Dienststellen des Stadtdienstes Vermessung und Kataster in das Rathaus um. Die Nachfolgenutzung beschäftigte vielfach die Lokalpolitik und die Presse. Da ursprünglich ein Abriss des Gebäudes zugunsten einer Neubebauung geplant war, wurde der Rote Esel 2011 aus der Denkmalliste ausgetragen. Doch die Verkaufsverhandlungen scheiterten mehrfach sowohl 2009 wie auch 2012, 2013 und 2015 und das Gebäude blieb mit immer neuen Nutzungen erhalten. Ab 2016 wurde es als Flüchtlingsunterkunft genutzt.
Seit Anfang der 2020er Jahre beherbergt das Gebäude die Rettungsdienstschule der Städte Solingen, Remscheid, Leverkusen, die künftig als Solinger Akademie für Gesundheitsberufe in einen Neubau am Städtischen Klinikum Solingen umziehen soll.

## Denkmalschutz
Die Fassade des Gebäudes wurde im Oktober 1984 in die Denkmalliste der Stadt Solingen eingetragen, obwohl das damalige Rheinische Amt für Denkmalpflege den Roten Esel nicht für denkmalwürdig einstufte. Die Unterschutzstellung erfolgt jedoch aus ortsgeschichtlichen Gründen durch die Untere Denkmalbehörde der Stadt Solingen.
Da die Stadt das Gebäude an einen privaten Investor verkaufen wollte, um einen Abriss und eine Neubebauung zu ermöglichen, wurde in der Solinger Politik bereits 2009 eine Streichung des Gebäudes aus der Denkmalliste beraten. Der Beschluss zur Austragung aus der Denkmalliste wurde dann allerdings erst am 2. Mai 2011 von der Bezirksvertretung Wald gefasst. Zur Begründung hieß es, der Baukörper weise nur wenig originale Bausubstanz auf. Zum damit bezweckten Abriss des Gebäudes ist es allerdings bis heute nicht gekommen.